# Abacoproeces
Abacoproeces é um gênero de aranhas da família Linyphiidae descrito 1884.